# Banco Central (Trolebús de Quito)
Banco Central es la vigésimo quinta parada del Corredor Trolebús, en el centro de la ciudad de Quito, y que sirve únicamente a los recorridos que se realizan en sentido norte-sur, pudiendo considerarse un conjunto con la cercana parada Hermano Miguel. Se encuentra ubicada sobre la avenida 10 de agosto, intersección con Caldas, en la parroquia de San Juan. Fue construida durante la administración del alcalde Paco Moncayo, quien la inauguró en el año 1996 para descongestionar la parada Teatro Sucre.
Su icono representativo es la silueta del Dios Sol que era el símbolo del antiguo Sucre, que era el elaborado por el Banco Central.
Toma su nombre del aledaño edificio matriz del Banco Central del Ecuador, una de las más importantes muestras de la arquitectura internacional en la ciudad. La parada sirve al sector circundante, en donde se levantan, además del mencionado banco, locales comerciales, edificios de oficinas, entidades públicas como la Dirección de Movilización de las Fuerzas Armadas, y varios proyectos habitacionales en mansiones históricas. Desde este punto, y caminando pocos metros hacia el occidente, se puede acceder también a la Basílica del Voto Nacional, el edificio neogótico más grande del continente y uno de los puntos de mayor interés turístico en la ciudad.